# سیارک ۱۷۰۶۶
سیارک ۱۷۰۶۶ (به انگلیسی: 17066 Ginagallant، نامگذاری:1999GG18) هفده هزار و شصت و ششمین سیارک کشف شده‌است که در ۱۵ آوریل ۱۹۹۹ کشف شد.
قدر مطلق سیارک برابر ۱۷.۸ است.